# Ephedrodoma multilineata
Ephedrodoma multilineata är en insektsart som beskrevs av Polhemus 1984. Ephedrodoma multilineata ingår i släktet Ephedrodoma och familjen ängsskinnbaggar. Inga underarter finns listade i Catalogue of Life.